# Biblioteca Nacional de l'Azerbaidjan
La Biblioteca Nacional de l'Azerbaidjan, (en àzeri: Azərbaycan Milli Kitabxanası) és el dipòsit legal per a la República de l'Azerbaidjan i es troba a la capital, Bakú. La biblioteca va ser fundada el 1922 i la seva inauguració oficial va ser el 23 de maig de 1923. L'edifici que l'acull es va aixecar el 1922, i està dissenyat per emmagatzemar fins a 5 milions d'exemplars. El 1939, la biblioteca va ser nomenada després de M.F. Akhundov, un destacat acadèmic, dramaturg i editor de l'Azerbaidjan.
Actualment, 4.513.000 d'exemplars, entre llibres, publicacions periòdiques, atles, microfilms i altres materials, s'emmagatzemen a la biblioteca. La Biblioteca Nacional s'estructura en 26 departaments i és gestionada pel Ministeri de Cultura i Turisme de l'Azerbaidjan.